# SMS Saida (1912)
Pour les autres navires du même nom, voir SMS Saida.
Le SMS Saida était un croiseur éclaireur de classe Novara construit par l'Autriche-Hongrie à partir de 1911.
Le navire était armé d'une batterie principale de neuf canons de 10 cm, et six tubes lance-torpilles jumeaux de 53.3 cm ont été ajoutés en 1917. Il a été construit par le chantier naval Cantiere Navale Triestino de 1911 à 1914 et est entré en service quelques jours après le début de la Première Guerre mondiale. Il a passé la guerre en tant que chef de flottille, effectuant des raids et des patrouilles dans les eaux étroites de la mer Adriatique.
En mai 1917, le Saida a pris part à la bataille du détroit d'Otrante, la plus grande action navale de la guerre dans l'Adriatique. Le Saida a été chargé de provoquer une confrontation finale des flottes en juin 1918, mais l'attaque a été annulée après que le cuirassé SMS Szent Istvan ait été coulé par un torpilleur à moteur italien. Le Saida a été cédé à l'Italie après la guerre et mis en service sous le nom de Venezia. Il a servi dans la Regia Marina (Marine royale italienne) de 1921 à 1937, terminant sa carrière comme navire-caserne après 1930. Le navire a finalement été démantelé pour la ferraille en 1937. 
Les trois croiseurs de la classe Novara ont été les plus grands navires de l'ancienne marine austro-hongroise à servir dans des marines étrangères après la guerre.

## Conception et description
Le navire mesurait 130,64 mètres (428 ft 7 in) de longueur hors-tout, avec une largeur de 12,79 mètres (42 ft 0 in). Le Novara avait un tirant d'eau moyen de 4,6 mètres (15 ft 1 in) et déplaçait 3 500 tonnes métriques (3 400 tonnes longues) à charge normale. A pleine charge, il déplaçait 4 017 tonnes métriques (3 954 tonnes longues). Son système de propulsion était constitué de deux ensembles de turbines à vapeur Melms-Pfenniger entraînant deux arbres d'hélice. Elles étaient conçues pour fournir 25 600 chevaux-vapeur sur les arbres (19 100 kW) et étaient alimentées par 16 chaudières à tubes d'eau Yarrow. Le Saida transportait environ 710 tonnes métriques (700 tonnes longues) de charbon, ce qui lui donnait une autonomie d'environ 1 600 milles nautiques (3 000 km) à 24 nœuds (44 km/h). Le navire avait un équipage de 340 officiers et hommes,
Le Saida était armé de neuf canons de 10 cm de calibre 50 montés sur un seul socle. Trois étaient placés à l'avant sur le gaillard d'avant, quatre étaient situés au milieu du navire, deux de chaque côté, et deux étaient côte à côte sur le pont de quart. Un canon antiaérien Škoda 7 cm/50 K10 et six tubes lance-torpilles de 53,3 cm dans des supports doubles ont été ajoutés en 1917. La marine prévoyait de retirer les canons du gaillard d'avant et du gaillard d'arrière et de les remplacer par des canons de 15 centimètres à l'avant et à l'arrière, mais rien n'a été fait avant la fin de la guerre.
Le navire était protégé par une ceinture blindée à la ligne de flottaison, d'une épaisseur de 60 mm au milieu du navire. La tour de commande avait des côtés de 60 mm d'épaisseur, et le pont avait une épaisseur de 20 mm,.

## Historique du service
Saida a été construit au chantier naval Cantiere Navale Triestino de Monfalcone le 9 septembre 1911. Sa coque achevée a été mise à l'eau le 26 octobre 1912, et la construction, y compris l'armement, s'est achevée le 1er août 1914, quatre jours après la déclaration de guerre de l'Autriche-Hongrie à la Serbie. Après le début de la Première Guerre mondiale, le Saida a été désigné comme chef de la première flottille de torpilleurs, qui comprenait six destroyers de classe Tátra, six destroyers de classe Huszár, dix torpilleurs et un navire de dépôt. Après la déclaration de guerre de l'Italie contre l'Autriche-Hongrie en mai 1915, la plupart de la flotte austro-hongroise est sortie pour attaquer par surprise divers points de la côte italienne. Pendant l'opération, le Saida, navire-jumeau (sister ship) Helgoland, les croiseurs Admiral Spaun et Szigetvár, et neuf destroyers ont fourni un écran contre une éventuelle contre-attaque italienne, qui ne s'est pas matérialisée.
Le premier combat du navire a eu lieu le 17 août 1915 lorsque le Helgoland et quatre destroyers ont bombardé les forces italiennes sur l'île de Pelagosa qui avait été récemment occupée par les Italiens. À la fin de 1915, la marine austro-hongroise a commencé une série de raids contre les navires marchands qui approvisionnaient les forces alliées en Serbie et au Monténégro. Dans la nuit du 22 novembre 1915, le Saida, le Helgoland et la 1re division de torpilleurs ont fait un raid sur la côte albanaise et ont coulé deux transports italiens transportant de la farine. Des problèmes chroniques avec les turbines du Saida l'ont empêché d'être utilisé pendant une grande partie de la guerre, laissant le Helgoland et le SMS Novara assumer la majeure partie du fardeau de la guerre navale dans l'Adriatique.

### Bataille du détroit d'Otrante

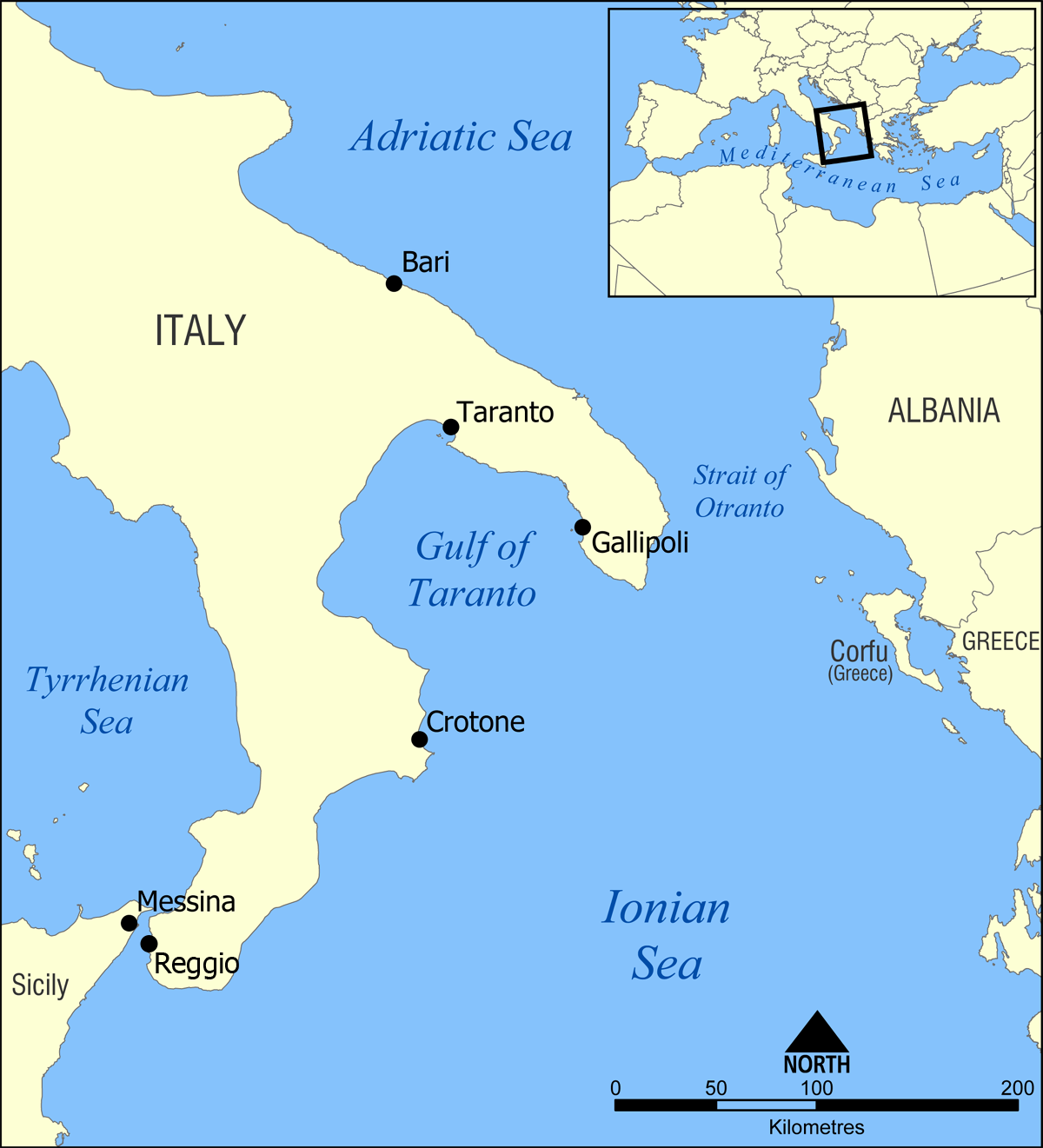
Carte montrant l'emplacement du détroit d'Otrante à l'extrémité sud de l'Adriatique.

En mai 1917, l'amiral Miklós Horthy a planifié un raid majeur sur les harenguiers du barrage d'Otrante, en utilisant une force composée des trois croiseurs de classe Novara. Les trois croiseurs ont été modifiés pour ressembler à des destroyers et ont été entièrement révisés en vue de l'attaque. Leurs chaudières et leurs turbines ont été nettoyées pour assurer une efficacité maximale, et un canon anti-aérien a été installé sur chaque navire. Les navires devaient attaquer séparément tandis que deux destroyers faisaient une attaque de diversion sur les navires dérivants près de la côte albanaise. Dans la nuit du 14 mai, les navires ont quitté le port et ont réussi à traverser la ligne de dériveurs dans l'obscurité sans être identifiés. Lorsque les bruits de l'attaque de diversion ont été entendus, les harenguiers ont relâché leurs filets et ont commencé à se diriger vers le détroit d'Otrante. À 03h45, le Saida et les autres croiseurs ont commencé leurs attaques sur les harenguiers, bien que le Saida ait arrêté ses moteurs et ait dérivé vers les navires de patrouille pendant environ 30 minutes pour dissimuler sa position. Le Saida a ouvert le feu à 4h20, mettant le feu à trois harenguiers, avant de s'arrêter pour recueillir dix-neuf survivants.
Les navires autrichiens ont d'abord été contactés pendant leur retraite par un groupe de trois destroyers français dirigés par un petit croiseur éclaireur italien, Carlo Mirabello, mais les canons plus lourds des navires autrichiens ont dissuadé le commandant allié de pousser une attaque. Ils ont été interceptés peu après par un groupe plus puissant composé de deux croiseurs protégés britanniques, le Bristol et le Dartmouth, escortés par quatre destroyers italiens. Le Dartmouth ouvre le feu avec ses canons de 6 pouces (152 mm) à une distance de 9 700 m et Horthy ordonne à ses navires de poser un écran de fumée quelques minutes plus tard. Horthy demanda des renforts qui arrivèrent sous la forme du croiseur blindé Sankt Georg, qui sortit avec deux destroyers et quatre torpilleurs. L'épaisse fumée faillit provoquer une collision entre les trois croiseurs autrichiens, mais elle les protégea du feu des navires britanniques qui se rapprochaient. Lorsqu'ils ont émergé, les navires autrichiens n'étaient plus qu'à environ 4 500 m des Britanniques, une distance beaucoup plus adaptée aux canons autrichiens plus petits.

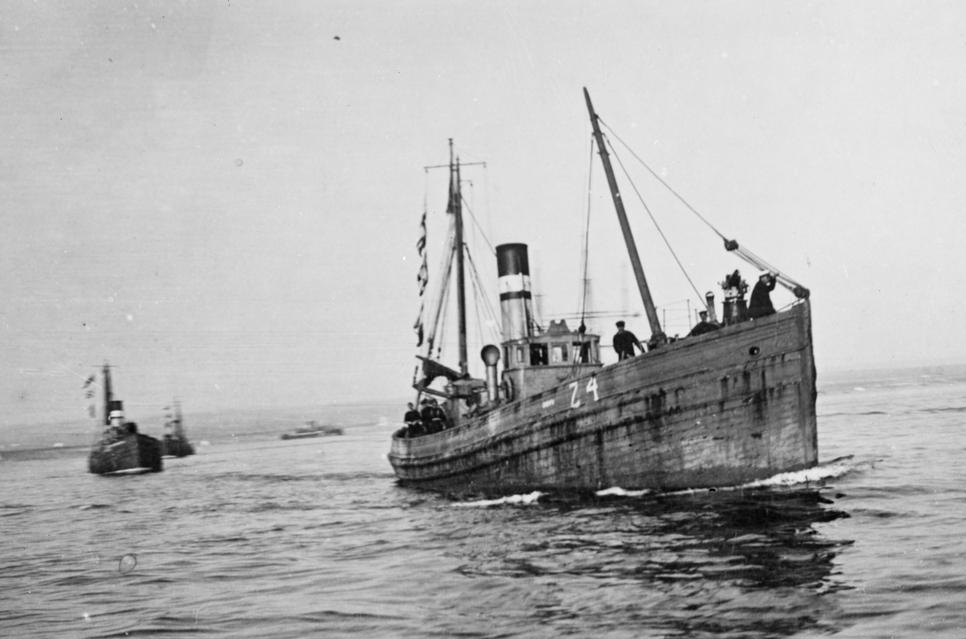
Harenguiers britanniques naviguant de leur base dans l'Adriatique vers le Barrage

Les trois croiseurs s'éloignaient progressivement de leurs poursuivants lorsque le Novara, en tête des navires autrichiens, a été touché à plusieurs reprises. Les chaudières du Novara ont été désactivées, le laissant mort dans l'eau. Le Saida s'apprête à prendre Novara en remorque lorsque plusieurs destroyers italiens attaquent successivement. Le poids des tirs des trois croiseurs les empêche de s'approcher à portée de torpilles et ils n'obtiennent aucun résultat. Le Sankt Georg est arrivé et le Saida a pris le Novara en remorque pour le voyage de retour au port. Les quatre croiseurs se sont rassemblés en formation de tête, le Sankt Georg étant le dernier navire de la ligne, pour couvrir les trois autres navires. Plus tard dans l'après-midi, l'ancien navire de défense côtière Budapest et trois autres torpilleurs ont rejoint les navires pour renforcer l'escorte.
Le navire a été chargé de participer à une attaque majeure contre les navires alliés qui défendaient le détroit d'Otrante le 11 juin 1918. Le Saida, le Admiral Spaun et quatre torpilleurs devaient attaquer la base d'hydravions d'Otrante pour faire sortir la flotte alliée. L'opération a été annulée après que le cuirassé Szent István ait été coulé par un torpilleur à moteur italien alors qu'il se rendait au rendez-vous de l'opération. Le 3 novembre 1918, le gouvernement austro-hongrois a signé l'armistice de Villa Giusti avec l'Italie, mettant fin à sa participation au conflit. Après l'armistice, l'ensemble de la flotte austro-hongroise a été transférée dans la Yougoslavie nouvellement formée.

### Service italien
En 1920, aux termes du traité de Saint-Germain-en-Laye, le Saida et le reste de la flotte sont remis aux puissances alliées en tant que prise de guerre. Le navire est cédé à l'Italie, où il est mis en service sous le nom de Venezia le 5 juillet 1921; il est, avec ses navires-jumeaux, le plus grand navire de l'ancienne marine austro-hongroise à être en service actif dans la marine de ses anciens ennemis. Le canon anti-aérien de 6,6 cm du Venezia a été remplacé par un canon anti-aérien de 37 mm de fabrication italienne; à part cette modification, le navire a servi dans sa configuration originale. À partir de 1930, il sert de navire-caserne, d'abord à Gênes puis à La Spezia. En septembre 1935, le Venezia est mis en cale sèche à La Spezia en vue d'être désarmé avant d'être envoyé à la casse. Le navire est vendu à la casse le 11 mars 1937 et est ensuite démoli.